# Process Flow Solution
Process Flow Solution är ett finskt företag som erbjuder CAE-konsultering. Process Flows expertområden är CFD, FEA och matematisk modellering.

## Historia
Process Flow grundades 4 maj 1992 som det första finska företaget att erbjuda CFD-tjänster. Idag har Process Flow internationell verksamhet.